# Order Błyszczący
Order Błyszczący (fr. Ordre du Nichan El-Anouar) – order ustanowiony w 1887 w Tadżurze, znajdującej się w Somali Francuskim. W latach 1896–1963 nadawany jako francuskie odznaczenie kolonialne.

## Historia

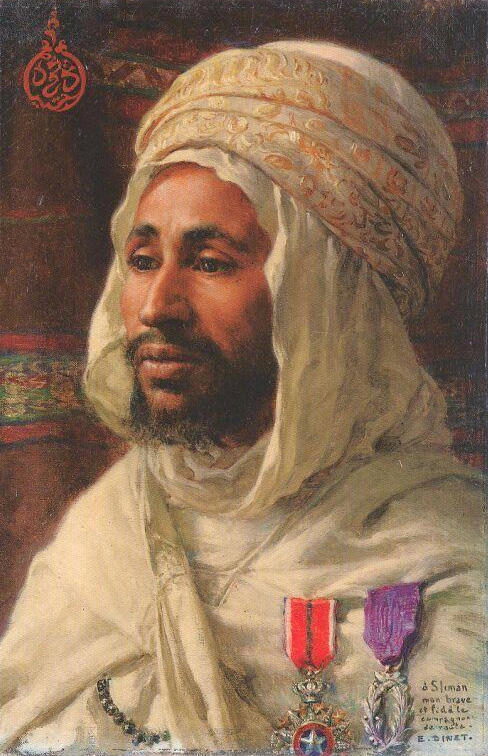
Marokańczyk z dwoma odznaczeniami na piersi: Orderem Błyszczącym V klasy i Orderem Palm Akademickich III klasy.

Order ustanowił  w październiku 1887 sułtan Hamed ben Mohamed, władca Tadżury, znajdującej się we francuskim Somali. Uznany został przez władze Francji 17 lipca 1888, a później wcielony w szereg francuskich odznaczeń kolonialnych dekretami z 10 i 23 maja 1896 i nadawany zarówno Francuzom jak i obcokrajowcom. Administracją orderu zajmowała się Kancelaria Legii Honorowej, a każdy prezydent Francji był uprawniony do noszenia jego najwyższej klasy – Wielkiego Krzyża.
Dekretem prezydenckim Charles’a de Gaulle’a (6 grudnia 1963) order został wycofany wraz z piętnastoma innymi francuskimi odznaczeniami resortowymi i kolonialnymi. Zostały one zastąpione nadawanym za wybitne zasługi Orderem Narodowym Zasługi. Odznaczeni utrzymali prawo do noszenia orderu.

## Podział na klasy (1899–1963)
| Klasy     | Nazwa polska  | Nazwa francuska | Baretka |
| I klasa   | Krzyż Wielki  | Grand-croix     |         |
| II klasa  | Wielki Oficer | Grand officier  |         |
| III klasa | Komandor      | Commandeur      |         |
| IV klasa  | Oficer        | Officier        |         |
| V klasa   | Kawaler       | Chevalier       |         |

## Wygląd
Odznaka orderowa miała kształt srebrnej dziesięcioramiennej gwiazdy, z dodatkowymi pięcioramiennymi złotymi gwiazdkami pomiędzy ramionami. Wewnątrz znajdował się okrągły medalion ze srebrną pięcioramienną gwiazdą na niebieskim tle, otoczony czerwonym pierścieniem ze złotym napisem w języku arabskim: Nichan el Anouar. Odznaka wieszana była na zawieszce w kształcie korony zwieńczonej małym złotym półksiężycem, mocowanej do wstęgi za pomocą kółeczka. Gwiazda orderowa miała wygląd identyczny z odznaką, ale bez korony. Wstęga orderowa była ciemnoniebieska z pojedynczym białym szerokim paskiem pośrodku od 1899, a w latach 1887–1899 była czerwona, z czarnym szerokim paskiem pośrodku i biało-niebieskimi wąskimi paskami wzdłuż obu krawędzi.